# Île Melville
Île Melville är en ö i Kanada.   Den ligger i floden Rivière Saint-Maurice vid staden Shawinigan i provinsen Québec, i den sydöstra delen av landet, 260 km nordost om huvudstaden Ottawa.
I omgivningarna runt Île Melville växer i huvudsak blandskog. Runt Île Melville är det ganska glesbefolkat, med 43 invånare per kvadratkilometer.